# أريانا (رودوبي)
أرريانا (Αρριανά) هي مدينة في رودوبي في مقاطعة فوريا إلادا في اليونان.
يبلغ عدد سكانها حوالي 1142   نسمة.

## أعلام
- محمد موزن أوغلو